# Zbigniew Pękosławski
Zbigniew Pękosławski (ur. 15 października 1911, zm. 21 września 1998) – polski fotografik, pedagog, współtwórca szkolnictwa fotograficznego w Polsce oraz autor książek i podręczników dla fotoamatorów.

## Życiorys
Urodził się w rodzinie Przemysława (zm. 1943) i Wandy z domu Baron (1890–1974).
Po II wojnie światowej był organizatorem Miejskiego Koedukacyjnego Gimnazjum Fototechnicznego w Warszawie (obecnie Zespół Szkół Fototechnicznych w Warszawie), którego był pierwszym dyrektorem w latach 1945–1952. Był również wykładowcą Państwowej Wyższej Szkoły Filmowej, Telewizyjnej i Teatralnej im. Leona Schillera w Łodzi (PWSFTviT). Od 1947 był członkiem założycielem Związku Polskich Artystów Fotografików (legitymacja nr 16), w 1950 prezesem Zarządu Głównego ZPAF.
Zmarł 21 września 1998, pochowany w grobie rodzinnym na cmentarzu Kule w Częstochowie (sektor 14-PN-12).

## Ordery i odznaczenia
- Srebrny Krzyż Zasługi (11 lipca 1955)[4]
- Medal 10-lecia Polski Ludowej (19 stycznia 1955)[9]

## Wybrana bibliografia autorska
- Z fotografią na ty czyli O amatorskiej obróbce negatywu i pozytywu (Filmowa Agencja Wydawnicza, Warszawa, 1953)
- Robimy przezrocza (Filmowa Agencja Wydawnicza, Warszawa, 1955)
- Fotografia reprodukcyjna w praktyce amatorskiej (Filmowa Agencja Wydawnicza, Warszawa, 1957)
- Fotomontaż (Filmowa Agencja Wydawnicza, Warszawa, 1958)
- Dziecko przed obiektywem (Wydawnictwa Artystyczne i Filmowe, Warszawa, 1960)
- Elementy warsztatu fotografika (Wydawnictwa Artystyczne i Filmowe, Warszawa, 1963)
- Fotografia w praktyce amatorskiej (Wydawnictwa Artystyczne i Filmowe, Warszawa, 1968)
- Pracownia fotoamatora (Wydawnictwa Artystyczne i Filmowe, Warszawa, 1972)